# Nemzetiszocialista Németország
A nemzetiszocialista Németország (németül nationalsozialistisches Deutschland vagy nationalsozialistischer Staat) vagy náci Németország a weimari köztársaság demokratikus államrendszerét felváltó, 1933-tól 1945-ig fennálló, Adolf Hitler diktatórikus vezetése alatt álló állam informális elnevezése. Az ország hivatalos elnevezése továbbra is Német Birodalom (Deutsches Reich) volt egészen 1943-ig, amikor az elnevezés Nagynémet Birodalomra (Großdeutsches Reich) módosult. A nemzetiszocialista Németország a második világháború végeztével összeomlott, helyét 1949-ben a Német Demokratikus Köztársaság, illetve a Német Szövetségi Köztársaság vette át. 
A nemzetiszocialista német államot az egyén feletti abszolút uralom igénye, radikális antiszemitizmus, elterjedt vezérkultusz és fokozódó állami terror jellemezte. A diktatúra létrehozása Hitler 1933. január 30-i kancellári kinevezése után azonnal megkezdődött: a birodalmi elnök nép és az állam védelméről szóló 1933. február 28-i rendelete és az 1933. március 24-i felhatalmazási törvény végleg felfüggesztette a weimari birodalmi alkotmány lényeges részeit, beleértve a hatalmi ágak szétválasztását, a kormány parlamenti ellenőrzését és az alapvető állampolgári jogokat. A rendkívüli állapot a náci állam végéig érvényben maradt.
A nemzetiszocialista rezsim néhány hónap alatt a politika és a társadalom összehangolásával a nemzetiszocializmus ideológiájára épülő központosított államot hozott létre. A szakszervezeteket és minden politikai pártot az NSDAP kivételével betiltottak. A korábbi, világosan meghatározott jogosítványokkal rendelkező államrendszer helyett az állam és az NSDAP egymást átfedő kompetenciáinak rivális együttélése következett be, egy olyan polikrácia, amelyben mindig Hitleré volt a végső döntés jogköre. A titkos államrendőrség (Gestapo) és az olyan pártszervezetek segítségével, mint az SA és az SS a rezsim az alkotmányos államot rendőrállammá alakította előbb koncentrációs, később pedig megsemmisítő táborokkal is kiegészítve. A holokauszt és a porajmos – a zsidók, szintik és romák szisztematikus népirtása –, az ellenzék tagjainak, másként gondolkodók, fogyatékkal élők és homoszexuálisok üldözése és meggyilkolása, valamint betegek meggyilkolása – ennek során 216 000 testi, szellemi fogyatékos ember és pszichés beteg szisztematikus meggyilkolása – több millió ember életét követelte.
Amikor Hitler 1934-ben átvette a birodalmi elnöki tisztséget is, ez együttjárt a köztisztviselők kinevezésének jogával, amit személyesen magasabb tisztségviselők számára tartott fenn. A rezsim már közvetlenül az úgynevezett hatalomátvétel után elfordult a nem politika, csak a közjó iránt elkötelezett köztisztviselők elvétől. A tisztségre jelölteknek a szakképzettség mellett immár politikai megbízhatóságukat is bizonyítaniuk kellett a nemzetiszocializmus szellemében. A számára különösen fontos területeken a diktátor olyan állambiztosokat nevezett ki, akik minden kormányzati és közigazgatási hivatal felett álltak. Azzal, hogy 1938-ban átvette a Wehrmacht parancsnokságát, Hitler a hadsereg közvetlen vezetését is biztosította.
A nemzetiszocialista állam elvesztette a második világháborút, amelyet maga váltott ki. 1945. május 8-án a Hitler-ellenes koalíció feltétel nélküli megadásra kényszerítette a német Wehrmachtot. 1945. június 5-én a győztes hatalmak – USA, Nagy-Britannia, a Szovjetunió és Franciaország – formálisan is átvették a kormányzati hatalmat Németországban.
A politikatudományban és a történeti kutatásokban a náci államot többek között fasiszta, totalitárius, polikratikus, abszolutista, modernizáló, karizmatikus hatalomként és szívességi diktatúraként írják le.

## A nemzetiszocialista államszervezet alapelvei
A nemzetiszocializmus olyan forradalmi mozgalomnak tekintette magát, amely az állam és a társadalom minden területét átformálta. A cél a demokrácia helyreállítása volt az egyetlen pártként működő NSDAP diktatúráján – vagy annak vezetőjének diktatúráján és az alapvetően nyitott, polgári társadalmon – keresztül egy fajilag meghatározott közösség leváltására. 

Az államnak a Führer-elv értelmében és a népi közösség sajátos felfogása szerint az állam átformálása érdekében szükség volt az egyéni állampolgári jogok átalakítására, egyrészt a birodalmi kormányzat és  önkormányzat, másrészt a törvényhozó, végrehajtó és bírói hatalom megszüntetésére. A „Birodalom erős központi tekintélye” már 1920-ban része volt az NSDAP 25 pontos programjának.
Belül a népközösség eszméje egy felbonthatatlan egésszé kellett volna összeforrasztania a politikát, az erkölcsöt és a jogot. „A "vezérakaratnak", amely nem volt elkötelezve semmilyen magasabb jogi hatalommal szemben, egy új nemzetiszocialista uralmi és kormányzási formát kellett létrehoznia – amelyet a pártszerkezetek előzetes engedelmességében láttak meg. Az állami tisztviselők általános jogelvek iránti kötelezettsége helyett személyi kötelezettség állt fenn, amelyet a "vezéresküvel" kellett megerősíteni. A náci ideológia központi eleme a népi antiszemitizmus és rasszizmus volt. A zsidók, a szintik és romák, valamint a nem árjaként meghatározott népességcsoportok ezért nem tartozhattak a népi közösséghez.

## Út a hatalom felé
Az 1923-as ún. sörpuccs sikertelenségéből okulva Hitler törvényes úton akarta megszerezni a hatalmat. Bár pere országosan is ismertté tette, Hitler a következő öt évben mégsem tudta érdemben növelni az NSDAP támogatottságát. A párt csak 2,6%-ot ért el a választásokon. Az 1929 októberében kitört világgazdasági válság különösen sújtotta a legyőzött Németországot. A munkanélküliek száma meghaladta az ötmilliót. A válság a felelőtlenül ígérgető szélsőségeseknek, a nemzetiszocialistáknak és kommunistáknak kedvezett. A Hitler szociális demagógiájára és szónoki képességeire építő, Joseph Goebbels későbbi propagandaminiszter által irányított kampányok eredményeként 1930-ban az NSDAP 18,3 és 1932 nyarán már 37,3%-ot kapott az országos választásokon. Ezzel az ország legerősebb pártjává vált. A párt rendezvényeit a barnainges SA rohamosztagosok biztosították, akik naponta csaptak össze a kommunista párt aktivistáival. Ezeknek a verekedéseknek gyakran voltak halálos áldozatai. 1932 végén a gazdasági válság elérte mélypontját, a szintén erősödő kommunisták hatalomra kerülésétől rettegő nagyiparosok egyre inkább a nemzetiszocialistákban látták a mind közelibbnek tűnő bolsevik forradalom egyetlen ellenszerét.

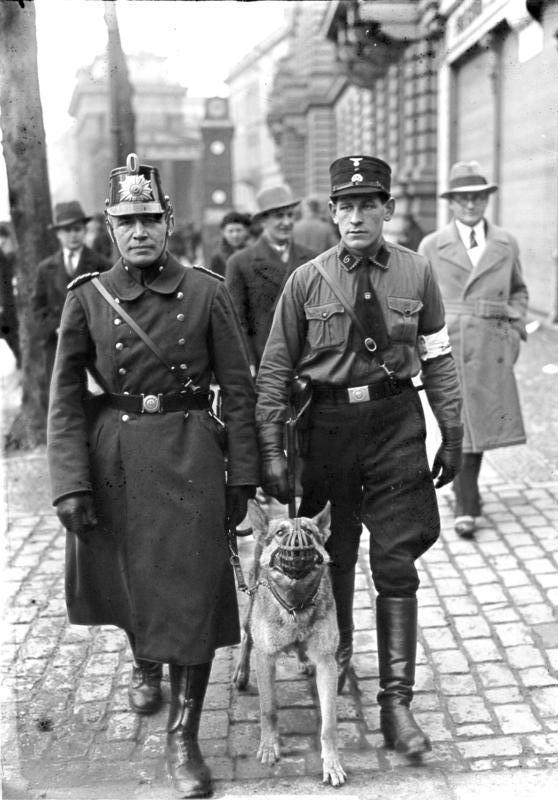
1933. március 5. Rendőrjárőr a választások napján, amelyen a nemzetiszocialisták 43,9 százalékos eredményt értek el

Több rövid életű kormány bukása után Hindenburg birodalmi elnök 1933. január 30-án Hitlert bízta meg egy koalíciós kormány megalakításával. Mivel a nemzetiszocialista párt vezére (Führer) törvényesen lett kancellár, sokan azt gondolták, hogy hatalomra kerülve a nemzetiszocialisták radikalizmusa csökkenni fog. Mások abban reménykedtek, hogy a nemzetiszocialisták tevékenységükkel hamar lejáratják magukat. Egy német kommunista vezető 1933 februárjában egyenesen így fogalmazott: „Hadd jöjjenek most a nemzetiszocialisták… Egy hónap múltán a kommunisták vezetik a munkásságot”. Valamennyien tévedtek. Február végén kigyulladt a Birodalmi Gyűlés, a Reichstag épülete. Bár a lángoló épületben csak egy holland elmebeteget fogtak el, a nemzetiszocialista propaganda a kommunistákat vádolta. A kommunista pártot betiltották, a párt vezetőit és Reichstag-képviselőit letartóztatták. Az SA-legényekkel megerősített rendőrség egyszerű kommunista párttagok ezreit hurcolta el. Márciusban Dachauban megnyílt az első koncentrációs tábor, országszerte internáló táborok és börtönök tucatjait állították fel. A megfélemlített képviselők (a szociáldemokraták ellenszavazataival) március végén áldásukat adták a felhatalmazási törvényre. Ennek értelmében Hitler kormányának rendeletei automatikusan törvényerőre emelkedtek, anélkül, hogy a Reichstag megszavazta volna őket. Áprilisban megjelentek az első zsidórendeletek, amelyek egyre több pályáról tiltották el a nem árja származású állampolgárokat. Nyáron betiltották a szakszervezeteket, majd a szociáldemokrata pártot, az év végére pedig valamennyi politikai pártot feloszlatták. A szakmai, ifjúsági szervezeteket, a keresztény, az autós- és lovas egyleteket nemzetiszocialista egyesületekbe olvasztották. Az iskolások számára kötelezővé tették a Hitlerjugend (Hitleri Ifjúság) tagságot, külön szervezeteket hoztak létre a lányok és nők számára. Az állami hatóságokkal párhuzamosan kiépítették az NSDAP egész országot behálózó szervezetét. Az állami szintre emelt nemzetiszocialista propaganda hatékonyabbá tétele érdekében Goebbels vezetésével propagandaminisztériumot szerveztek.
Németország belső biztonságára az 1934-re egységes struktúra alapján megszervezett Állami Titkosrendőrség, a Gestapo ügyelt. A Gestapo több tízezer főből álló besúgóhálózatot épített ki. Az általában fekete bőrkabátot viselő gestapósok már a puszta gyanú alapján is bárkit „védőőrizetbe” vehettek, majd bírósági ítélet nélkül koncentrációs táborba küldhettek. A táborokba a kommunisták és szociáldemokraták után hamarosan megérkeztek az alkoholisták, a munkakerülők, a köztörvényes bűnözők, az aszociálisnak nyilvánított vándorcigányok, a homoszexuálisok és a rendszerrel nem szimpatizáló keresztények. Az 1900-ban született Heinrich Himmlert még 1929-ben nevezték ki az SA egyik elittagozataként működő feketeinges SS Birodalmi Vezetőjévé (Reichsführer-SS). Az SA-val ellentétben Himmler a mennyiség helyett a minőségre helyezte a hangsúlyt: a több millió SA-taghoz képest az SS 1933-ban csupán 52 ezer fős volt. 1934. június 30-án Hitler leszámolt a hadsereg SA-ba olvasztását és a párt tőkeellenes programjának végrehajtását követelő SA-vezérkarral. A „hosszú kések éjszakáján” a hadsereggel együttműködő SS egységek több száz embert végeztek ki államellenes összeesküvés vádjával. Az SA létszáma 1,5 millióra csökkent, a Hitlerhez fanatikusan hű, faji alapon válogatott SS jelentősége folyamatosan nőtt. 1936-ban a Gestapo és az SD (a párt és az SS titkosszolgálata) mellett valamennyi német rendőri szerv irányítása is Himmler kezébe került. Az SD és a Gestapo vezetését Himmler egy volt tengerésztisztre, az 1904-es születésű Reinhard Heydrichre bízta.
A nemzetiszocialista rendszer belső megszilárdulását elősegítette a világgazdasági válságot követő gazdasági élénkülés. Hitler a Roosevelt-féle New Deal-hez hasonlóan nagy állami csatorna-, gát- és autópálya-építési programot indított. 1936-ban sikeres olimpiát rendezett Berlinben, jóléti intézkedéseket (betegbiztosítási rendszer kiterjesztése, házassági kölcsön, állami üdültetési programok stb.) vezetett be. A munkanélküliek száma hamarosan 3, majd 2 millió alá csökkent, az évtized végére a fegyverkezési program következtében pedig gyakorlatilag megszűnt.
A rendszer belső megszilárdulásával párhuzamosan Hitler hozzálátott a versailles-i békerendszer lebontásához. Németország kilépett a Népszövetségből, 1935 januárjában a Saar-vidék népszavazással tért vissza Németországhoz, márciusban bejelentették az általános hadkötelezettség ismételt bevezetését. 1936-ban az új német haderő, a Wehrmacht bevonult a Rajna-vidékre. Berlin a fasiszta Olaszországgal lépett szövetségre (Berlin-Róma tengely). 1938 márciusában teljesült Hitler régi vágya: az osztrák nemzetiszocialisták által kirobbantott válsághelyzetet kihasználva csapatai élén bevonult szülőföldjére. Az Anschluss következtében Ausztria Ostmark néven beolvadt a birodalomba. 1938 őszén háborúval fenyegetve szerezte vissza a Csehszlovákiához tartozó, de németek lakta Szudétavidéket a megrettent nyugati államok jóváhagyásával. Hitler uralmának első öt éve szinte példátlan sikersorozat volt. A totalitárius államban Hitler kezében korlátlan hatalom összpontosult. Führerként (vezér) ő volt az államfő és az NSDAP vezetője, kancellárként irányította a kormányt, a hadsereg főparancsnokaként pedig a fegyveres erők is neki tartoztak engedelmességgel.

## Konformitás
A nemzetiszocialista diktatúra létrejötte olyan sebességgel ment végbe, amely meglepte az NSDAP ellenfeleit, sőt támogatóit is. Hitler már 1933. február 1-jén rávette Paul von Hindenburg elnököt, hogy oszlassa fel a Reichstagot, és tűzze ki az új választásokat március 5-re. Ily módon a parlament a választásokig megszűnt a hatalom központja lenni. Február 4-én a birodalom elnöke rendeletet adott ki a német nép védelméről, amely korlátozta a sajtó- és gyülekezési szabadságot olyan mértékben, hogy Hitler kisebbségi kormánya gyakorlatilag el tudta hallgattatni az ellenzéki pártokat a választási kampány során. Február 4-én a birodalmi elnök rendeletet adott ki a német nép védelmében, amely olyan mértékben korlátozta a sajtó- és gyülekezési szabadságot, hogy a hitleri kisebbségi kormány gyakorlatilag elhallgattatta az ellenzéki pártokat a választási kampány során.
Szintén februárban a Hitler-kormány intézkedéseket vezetett be a demokrácia és a pluralizmus felszámolására. Céljuk az volt, hogy felszámolják a birodalmi hatalmi központokat – a tartományokat és a városi önkormányzatokat és az egész állami, társadalmi és kulturális életet a nemzetiszocializmus ideológiájának rendeljék alá. Ez a konformitási folyamat az állami intézményeken kívül minden fontos szervezetet, egyesületet és politikai pártot érintett. Ezeket vagy betiltották vagy ideológiailag és szervezetileg összhangba hozták az NSDAP-val.
Az első konformitási intézkedéseket az 1933. február 28-i, úgynevezett Reichstag tűzvédelmi rendelet és az 1933. március 24-i felhatalmazási törvény legitimálta, amelyek de facto hatályon kívül helyezték a weimari alkotmányt: olyan alapvető elveket, mint az alapvető jogok, a jogállamiság, ill. ezzel megszűnt a kormány parlament általi ellenőrzése.
Először is a Weimari Köztársaság szövetségi struktúráit számolták fel. A megalkotott két törvény megszüntette a szövetségi tartományok összes korábban megválasztott miniszterét, képviselőjét és magas rangú köztisztviselőjét – különösen Dél-Németországban -, valamint a Hanza-városok szenátusait. Az első, 1933. március 31-i konformitási törvény feloszlatta a tartományi parlamenteket, a körzeti gyűléseket és a községi tanácsokat, és felhatalmazta az szövetségi tartományok kormányzatait, hogy a szövetségi tartományok alkotmányai ellen is törvényeket tegyenek közzé. Az önkormányzati szerveket az 1933. március 5-i Reichstag-választás szavazási körülményei után újra össze kellett állítani. Ennek eredményeként több ezer NSDAP-tag foglalt el megüresedett posztokat. Az 1933. április 7-i második törvény minden tartományban hatályba lépett, kivéve Poroszországot, ahol ez már az 1932-es "porosz sztrájk" következtében megtörtént – birodalmi kormányzókat hoztak létre diktatórikus jogkörrel, akiket a birodalmi elnök nevezett ki közvetlenül a birodalmi kancellárnak alárendelve, és a tartományok kormányzatai felett álltak. Megengedték nekik, hogy kinevezzék és elbocsátsák tagjaikat, egyéb köztisztviselőket és bírákat. Törvényalkotási jogot is kaptak. Megszűntnek nyilvánították az államelnöki tisztséget, amelyet egyes tartományok alkotmányai rögzítettek. A gyakorlatban Paul von Hindenburg birodalmi elnök szinte mindenhol követte Hitler régi követőitől és az NSDAP körzetvezetőitől (Gauleiter) kapott javaslatokat a birodalmi kormányzói rendszer betöltésekor.
A Reichstag-tűz ürügyén a Németország Kommunista Pártját (KPD) február 28-tól üldözni kezdték, Németország Szociáldemokrata Pártját (SPD) június 22-én betiltották, a többi pártot önfeloszlatták, az új pártok alapítása elleni 1933. július 14-i törvényig az NSDAP lett a birodalom egyetlen és egyedüli kormányzó pártja, melyet 1933 decemberében a párt és az állam egységét biztosító törvénnyel erősítettek meg. Így jött létre az egypártrendszer, és megszűnt a gyűlölt "rendszer" ismérvének tekintett parlamentarizmus. Az esetleges ellenállás megszüntetése érdekében a náci rezsim közvetlenül az 1933. május 1-i nemzeti munka ünnepe után szétverte az összes szakszervezetet, elkobozta vagyonukat és eltörölte a sztrájkjogot. 1933. május 10-én minden munkavállalói és munkaadói egyesület kénytelen volt megalakítani a Német Munkaügyi Frontot (DAF), mely 1934-től az NSDAP-nak volt alárendelve.
A Reichstag már 1933. március 23-án feladta törvényhozó és végrehajtó-ellenőrző funkcióját a felhatalmazási törvény kétharmados többségének beleegyezésével. Formálisan fennmaradt intézményként, hogy Hitler kormánynyilatkozataihoz körítést adjon, valamint hogy fenntartsa a demokratikus megjelenés látszatát más országokkal szemben. Az egyik fele most már párttagokból, másik fele pedig az SA, SS és a párthoz kötődő szervezetek képviselőiből állt. 1939-ig további kilenc törvényt fogadott el, míg a többi 5000 törvényt és rendeletet közvetlenül a náci rezsim vezetői adták ki.
A birodalom újjáépítéséről szóló 1934. január 30-i törvénnyel a szövetségi tartományok elvesztették állami szuverenitásukat, így a szövetségi tartományok igazságszolgáltatási és közigazgatási szuverenitását teljesen aláásták az 1935-ig tartó konformitási rendeletek, majd ezek közvetlenül a felelős birodalmi minisztériumok alá lettek rendelve. A Reichsrat, amely a weimari alkotmány által a szövetségi tartományokat képviselte és joga volt kifogásolni a birodalmi kormány minden törvényjavaslatát, 1934. február 14-én feloszlott.

## A birodalom legfelsőbb hatóságai
A náci ideológiában meghirdetett "nép és állam egysége" a hatalmi ágak szétválasztásának eltörléséhez vezetett, a legmagasabb kormányhivatalok törvényhozói, végrehajtói és bírói hatalmat kaptak. Amikor a Führer-elv érvényesült minden kormányzati területen és a kormányzat minden szintjén, egyrészt a korábbi osztályok és hivatalok központosítása, másrészt ezek sokszor burjánzó elterjedése következett be.
A központosított és az újonnan létrehozott állami hatóságok, valamint a felsőbb párthivatalok feladatainak átfedése rengeteg kompetencia- és rivalizálási vitához vezetett, amelyeknek azután gyakran Hitler mérvadó döntésével kellett véget vetni. A közigazgatási hatóságokat rendszerint összevonták a párthivatalokkal. Ez egy sor új "legfelsőbb birodalmi hatóságot" eredményezett.

### Birodalmi kancellária
A Német Birodalom birodalmi kancellárja Adolf Hitler volt, az államfő pedig von Hindenburg birodalmi elnök volt 1934. augusztus 2-án bekövetkezett haláláig. A Német Birodalom államfőjéről szóló, 1934. augusztus 1-jei törvénnyel, amelyet ezt követően népszavazás legitimált, Hitler átvette Hindenburg hivatalait. Onnantól kezdve 1938 végéig a "Führer és a Német Birodalom birodalmi kancellárja" címet viselte, 1939 januárjától már csak a "Führer" címet. Most már a formálisan még érvényben lévő weimari birodalmi alkotmány tulajdonképpen kiüresedett, és minden államhatalom Hitler személyében egyesült.
Hitler hivatalos székhelye a berlini birodalmi kancellária volt. Ez az aktuális kormányzati ügyek intézésére szolgáló hatóságként és egyben az NSDAP pártközpontjaként működött. Hans Heinrich Lammers államtitkár, később Martin Bormann a kormányzati ügyekért felelt. Hitler obersalzbergi magánrezidenciájának, amely tiltott területté lett nyilvánítva, közvetlen közelében 1937-ben épült fel a berchtesgadeni birodalmi kancellária, az úgynevezett kis birodalmi kancellária.
Az NSDAP központi végrehajtó szerve, amely a birodalmi kancellária és a minisztériumok koordinációjáért felelt, Rudolf Heß, Hitler helyettes vezetőjének munkatársaiból állt, aki a birodalmi kabinetben és a birodalmi védelmi miniszteri tanácsban miniszteri rangot kapott. Emellett beleszólt a birodalmi minisztériumok fontos rendeleteinek létrehozásába és a magas állami tisztviselők kinevezésébe. 1941-től a pártkancellária vezetőjének tisztségét Martin Bormann töltötte be. Az 1934-ben "Adolf Hitler magánkancelláriájaként” létrehozott NSDAP pártkancellária, amelynek élén Philipp Bouhler állt, és amelyben Martin Bormann testvére, Albert Bormann is dolgozott, a kegyelmi kérvényekre és a pártügyekben benyújtott kérvényekre szorítkozott, de a eutanáziaprogramot is irányította.
1939. január 12-én Hitler áthelyezte hivatalos rezidenciáját a berlini Voßstraße-n található Új Birodalmi Kancelláriába, amelyet Albert Speer tervezett.

### Birodalmi kormány
A birodalmi kormány 12-15 birodalmi miniszterből állt, tárcával és anélkül, valamint a nemzetiszocialista állam más vezető tisztségviselőiből. A birodalmi kancellár elnöksége alatt főként törvénytervezetek megtárgyalásával és elfogadásával foglalkozott. Hitler azonban csak addig tartott rendszeres kormányüléseket, amíg hatalmi pozíciója és funkciói meg nem szilárdultak. 1935-től a kabinet csak rendszertelenül, egyre ritkábban ülésezett. Ezután sorra hozott új törvényeket anélkül, hogy megtárgyalta volna őket. Az utolsó közös ülésre 1938. február 5-én került sor.
Ahogy egyre több jogkört ruháztak át a kormányfőre vagy átvette azokat, a miniszterek egyre inkább a megbízások címzettjei lettek. Hitler közvetlenül rendeletekkel irányított. Ennek eredményeként a kabinet elvesztette törvényhozói szerepét és a háború alatt végül alosztályokra bomlott fel, amelyek csak részben voltak összehangolva egymással.
Hitler halála után a volt birodalmi pénzügyminiszter, Johann Ludwig Graf Schwerin von Krosigk ügyvivő kormányt alakított Karl Dönitz főadmirális nevében, akit Hitler utódává nevezett ki a birodalmi elnöki posztra. Megpróbált tárgyalásokat kezdeni a szövetségesekkel Németország kormányzásáról, de 1945. május 23-án leváltották és letartóztatták. Amíg Nagy-Britannia, az USA, a Szovjetunió és Franciaország át nem vették a legfőbb államhatalmat Németországban, amit 1945. június 5-én a Berlini Nyilatkozatban és az azt kísérő nyilatkozatokban jelentettek be, Németországban már nem volt központi kormányzat. A Szövetséges Ellenőrző Tanácsnak, amelynek ezt a funkciót fel kellett volna vállalnia, nem volt saját végrehajtó szerve, és döntéseinek végrehajtása a megszállási övezetek katonai kormányaitól függött.

## Birodalmi minisztériumok
1933-tól a következő hatóságokat említették birodalmi minisztériumként:
- Birodalmi Munkaügyi Minisztérium
- Birodalmi Élelmiszerügyi és Mezőgazdasági Minisztérium
- Birodalmi Pénzügyminisztérium
- Birodalmi Igazságügyi Minisztérium
- Birodalmi Postaminisztérium
- Birodalmi Közlekedési Minisztérium
- Birodalmi Gazdasági Minisztérium
- Birodalmi Külügyminisztérium (1919 óta ez a szokásos hosszú név volt a "Külügyminisztérium" elnevezés mellett)
- Birodalmi Belügyminisztérium
- Birodalmi Hadügyminisztérium (korábban Birodalmi Védelmi Minisztérium volt, de ez 1938. február 4-én megszűnt)

Ezzel a nemzetiszocialista rezsim megváltoztatta az egyes minisztériumok felépítését és valós hatáskörét, esetenként jelentősen. 1933-tól a következő főosztályok jöttek létre:
- Birodalmi Információs és Propagandaminisztérium
- Birodalmi Légügyi Minisztérium
- Birodalmi Tudományos, Oktatási- és Népművelési  Minisztérium
- Birodalmi Egyházügyi Minisztérium
- A megszállt keleti területek birodalmi minisztériuma
- Birodalmi Fegyverkezési és Lőszerügyi Minisztérium (1942 szeptemberétől Birodalmi Fegyverkezési és Haditermelési Minisztérium)

### További birodalmi hatóságok és csúcshivatalok
Birodalmi legfelsőbb hatóságok és a legfelsőbb hivatalok, amelyek nem voltak vagy nem lettek közvetlenül alárendelve egyetlen birodalmi minisztériumnak sem, "de közvetlenül a birodalmi kancellária alá tartoztak:
- A Führert képviselő hivatal (pártkancellária, 1933 júniusától)
- a birodalmi bíróságok
- a Német Birodalom Számvevőszéke
- Birodalmi földművesvezető (Reichsbauernführer) ((Richard Walther Darré volt az, aki később perszonálunióban az élelmiszerügyi miniszterrel)
- Birodalmi Erdészeti Hivatal (Hermann Göring által, perszonálunióban a Vadászmesteri Hivatallal)
- Birodalmi Gazdaságfejlesztési Hivatal
- Birodalmi Lakásügyi és Települési Hivatal (1939–1940)
- a szociális lakhatásért felelős birodalmi biztos (az NSDAP birodalmi szervezetének vezetője, Robert Ley, 1940. november 15-én nevezték ki)
- a német útépítések főellenőre (Fritz Todt, 1933 novemberétől)
- a birodalmi főváros általános építési felügyelője (Albert Speer, 1937 januárjától)
- Faji és Települési Főhivatal
- Birodalmi Meteorológiai Szolgálat Hivatala (1933 februárjától 1934 novemberéig légiforgalmat irányító birodalmi hivatal)
- Birodalmi Statisztikai Hivatal (1940-ig)
- Birodalmi Biztosítási Hivatal (1944-ig)
- Alkalmazottak Birodalmi Biztosítóintézete (1935-ig)
- Birodalmi Biztosításfelügyeleti Hivatal (1943 júniusáig: Birodalmi Magánbiztosításfelügyeleti Hivatal)
- Birodalmi Egészségügyi Hivatal (1938-ig)
- Birodalmi Vitaminvizsgáló és Vitaminkutató Intézet (1941/42-től)
- Birodalmi Állásközvetítő és Munkanélküliség Biztosítási Intézet (elnöke 1938 végéig Friedrich Syrup, 1939 januárjától államtitkár a birodalmi munkaügyi miniszter mellett)
- Birodalmi Munkaszolgálat (Konstantin Hierl 1935-től 1943-ig; később a Belügyminisztérium része)
- Gazdasági főképviselő (1935; később hadigazdaságért felelős)
- Birodalmi Fegyverkezési és Haditermelési Minisztérium műszaki irodájának vezetője Karl-Otto Saur főosztályvezető ((Hitler 1945-ben készített végrendeletében fegyverkezési miniszternek jelölte ki)
- Birodalmi Földgazdálkodási Hivatal (1935)
- Birodalmi Tartományfelmérő Hivatal
- Birodalmi lakásügyi biztos (1942-1945)
- Birodalmi Szabadalmi Hivatal
- Birodalmi ifjúsági vezetés (Baldur von Schirach az élén 1936-tól)
- Birodalmi árképzési biztos (Carl Friedrich Goerdeler 1936 novemberétől)
- birodalmi sportvezető (1936-tól)
- a négyéves terv képviselője (Erich Neumann államtitkár, 1936-tól)
- az SS birodalmi vezetője és a német rendőrség főnöke (a Sicherheitspolizei és a Sicherheitsdienst (SD)[10] főnöke Heinrich Himmler 1936-tól)
- főkormányzó[11] (Hans Frank, 1941-től Josef Bühler államtitkár is állandó helyettese)
- Birodalmi közigazgatási főmeghatalmazott (1938-tól)
- birodalomvédelmi minisztertanács vagy titkos kabinettanács ((1938-tól)
- Reichsbank (1939 júniusától)[12]
- Birodalmi főpénztár (1939-ig)
- Birodalmi Adósságkezelő Hivatal (1938-ig)
- Birodalmi Nyomda
- Cseh- és Morvaország birodalmi protektora (1939 márciusától)
- Birodalmi munkavezető (Konstantin Hierl 1943-tól)
- munkaerő-bevetési főmeghatalmazott (Fritz Sauckel 1943 márciusától)
- a totális hadviselés birodalmi meghatalmazottja ( (Joseph Goebbels 1944 júliusától)

## Jogrendszere, a nemzetiszocialista jogi felfogás
Az 1920-ban elfogadott nemzetiszocialista pártprogram 19. pontja így hangzik: „Követeljük a materialista világnézetet szolgáló római jog helyére a német közösségi jogrendszert.” Ennek a mondatnak lapidáris fogalmazását egy szokványos jogász primitívnek tarthatja. Azonban legteljesebb rövidségében is eléggé érthetően foglalja össze annak lényegét, amire a nemzetiszocialista jogi felfogás törekszik.
Hitler 1937. január 31-i birodalmi gyűlési beszédében világosan és közérthetően kifejtette ezt a felfogást. Két poláris ellentét van, mondotta, amely itt egymással szemben áll. Az egyik felfogás szerint a jog, mint olyan, önmagában hordozza létjogosultságát s ilyenformán hasznossága szempontjából nem vizsgálható. Állania kellene, ha a világ tönkre is menne miatta. A másik álláspont úgy hangzik, hogy a jog feladata a néptársakat és tulajdonukat oltalmazni és a népet biztosítani azokkal az elemekkel szemben, amelyek mint aszociálisak vagy a közös kötelességek teljesítése alól igyekeznek magukat kivonni, vagy e közös érdekek ellen vétkeznek. Az első felfogás a római jog alapelveire és a felvilágosodás bölcsészetének természetjogára támaszkodik. A másik felfogás a nagy német jogtudós, Friedrich Carl von Savigny (szül. 1779. február 21.) álláspontjához kapcsolódik, aki a népiség élő, természetes egységét tartotta a jog megteremtőjének és hordozójának: „A jognak ugyanis magában véve nincsen létezése, lényege sokkal inkább maga az emberek élete, bizonyos oldaláról szemlélve”.
Nemzetiszocialisták megkísérlik ez utóbbi álláspontot közelebbről is megindokolni. „A törvények nem alapulhatnak többé azon a nézeten, – mondja Göring birodalmi tábornagy, – hogy van absztrakt, a néptől teljesen független jog… A törvényhozó nem helyezheti az értelmi absztrakciókból eredő önkényt a népjog helyére.” Darré nézete szerint az egész római jogot áthatja a „jogbirtokos” képzete; a közjogban ez az államfő akarata, a magánjogban a tulajdonos és más szubjektív jogok birtokosainak akarata volna. A germán jogban a közösség gondolata uralkodik, amit a római jog nem ismer. Az egész német jogtörténetet áthatja a társaság- és bajtársiasság alakításának jellemvonása. Az egyes itt mindig szűkebb, vagy tágabb közösségek tagjaként jelenik meg, a közösség magasabb szükségességeivel és kívánalmaival szemben az egyes jogának és szabad akaratelhatározásának engednie kellett. Kerrl birodalmi miniszter kijelentette: „Szabadulnunk kell a törvénygyártás sablonjaitól, amelyek minden egyes esetben a bíró kezére akarnak járni, úgy, hogy az nem egy magas királyi jogot gyakorol, hanem csak technikát hajt végre”.
És Walter Buch birodalmi vezető, a NSDAP legfőbb bírája azt mondja „Faj és jog" című értekezésében: sekélyes igazság az, hogy ami az egyiknél helyes, az méltányos a másiknál is. Sokkal nyomatékosabb a szó: „Ha ketten ugyanazt cselekszik, az nem ugyanaz.” Itt mérlegelni, miként értékelendő, vagy megtorlandó valamely cselekmény, vagy mulasztás, a mindennapi életből meríteni a jogot, ez a bíró nehéz, de határtalanul szép feladata. Csak ha a bíró azt tartja szemei előtt, hogy orvosként kell részt vennie a német nemzettest ápolásában, ha azon fáradozik, hogy a megbotlottat a törvényesség útjára gondos kézzel visszavezesse, ha módjában áll bizonyos kártevőket a nemzet testéből eltávolítani, csak akkor találhatja meg fontos munkájához azt a békét, amire mélyen járó feladatok megoldásánál minden embernek szüksége van.
A jogállam liberális felfogása elsősorban az egyesek szabadságjogainak alapvető biztosítását kívánja meg. A nemzetiszocializmus nem a magán-szabadság és jogérdekeket helyezi jogrendjének előterébe, hanem a népközösség javának biztosítását. Nemzetiszocialista álláspont szerint a bíró feladata nem a törvényszakaszok interpretálásában áll, hanem abban, hogy keresse az igazságot. Ebben a fáradozásában támogassa őt a törvény. A bíró azonban nincsen a törvény betűihez kötve, ha annak betű szerinti alkalmazása igazságérzetével ellentétes döntésre vezetne. Ne sáncolja el magát kényelemszeretetből, vagy aggályoskodásból a paragrafusok szó szerinti értelme mögé. Ha tapasztalása és emberismerete azt diktálja, hogy bizonyos esetben a törvényszakaszt szabadabban kell értelmezni, mint ahogy azt annak betűi látszólag kívánják, nemcsak jogosult, de köteles belátása szerint cselekedni. Ez a bíró szabadsága és felelősségteljes önállósága a nemzetiszocializmus szellemében. Legyen független s egyúttal felelősséget ismerő. Ezek azok az alapelvek, amelyek az északi jogot ősidők óta áthatják.
Az új jog szellemét a legvilágosabban és leghatározottabban az új polgári perrendtartás bevezetése juttatja kifejezésre: „Népi igazságszolgáltatás csak olyan eljárással lehetséges, amely a nép előtt érthető s amely épp oly biztos, mint gyorsan ható jogsegélyt nyújt. A feleknek és képviselőiknek tudatában kell lenniük, hogy az igazságszolgáltatás nemcsak őket, hanem egyúttal és elsősorban a nép egészének jogbiztonságát szolgálja. Egyik félnek sem szabad lehetővé tenni, hogy a bíróságot valótlanságokkal félrevezesse, vagy munkaerejével a per gonoszindulatú, vagy hanyag elnyújtása révén visszaéljen. A jogsegélynek, amire mindenkinek igénye van, megfelel a kötelesség, hogy a per becsületes és gondos vezetésével a bírót az igazság megtalálásában segítsék.
A bírónak feladata oda hatni, hogy az eljárás rövidre fogott vezetése és a felekkel való szoros érintkezés révén minden vitás ügyet alapos előkészítés után, lehetőleg egyetlen tárgyalással tisztázzon és eldöntsön. Kerülnie kell az elnapolást, ha azt sürgős tárgyi indokok nem kívánják, s meg kell akadályoznia, hogy az eljárást elkésett előadásokkal elnyújtsák.
Csak így lehet, teljes szóbeliséggel és közvetlenséggel eljutni az élő eljáráshoz, amely módot ad a bírónak az igazság biztos felderítésére és amelynek lefolyását a felek megértik és bizalommal fogadják.”
Egészen nemzetiszocialista szellemben rendezi az 1936. május 5-i szabadalmi törvény a szellemi tulajdon kérdését, amikor a szabadalomra vonatkozó jogot kifejezetten a feltaláló, vagy jogutódja számára biztosítja, nem pedig testületeknek és üzemeknek. Másfelől kényszer-engedélyt is lehet adni, ha a birodalmi kormány kijelenti, hogy a találmány felhasználását a népközösség érdekében általánosan hozzáférhetővé kell tenni. Ez esetben a feltalálónak meg kell elégednie a megfelelő kártalanítással.
1938. augusztus 1-jén új házassági törvény lépett életbe, amely számos fontos pontjában egészen új álláspontot foglal el a házasságkötést és válást illetően. Különösen említésre méltó és a nemzetiszocialista jogi és eljárási felfogásra jellemző az 55. §., amely a házassági életközösség ún. „ziláltságát” (Zerrüttung) tárgyalja s az eljárási gyakorlatban és a jogi irodalomban már számos példát szolgáltatott arra, milyen nehezére esik még a megelőző formalisztikus jogi felfogásnak a nemzetiszocialista jog életteljes és észszerű álláspontját megérteni. A „Schwarze Korps” idevágóan számos jellemző esetet közölt (például 1939. március 16-án).
A német jogi akadémia (Akademie für Deutsches Recht) egy emlékiratban állást foglalt az örökösödési jog új szabályozása érdekében. E szerint a jövőben a törvényes rokoni öröklés lezáródnék a nagyszülőkkel és leszármazóikkal s a házasságon kívül született gyermekek örökösödési joga kedvezőbbé válnék.
A gyógyászat terén az összes gyógyító hivatásokat megtisztították a világnézetileg, politikailag és erkölcsileg meg nem felelő elemektől. Az előzetesen érvényben volt gyógyítási szabadság elvileg módot nyújtott a hivatás- és iparszerű gyógykezelésre bárkinek, előismeretek, kiképzés és szakvizsgák nélkül is. Ezt az állapotot szünteti meg az 1939. február 17-i törvény „a gyógyászat javadalmazás nélküli hivatásszerű gyakorlásáról”. Bizonyos feltételek mellett azonban a gyógyászatban jártas emberek előzetes vizsgák stb. nélkül is tevékenykedhetnek. Itt is, mint mindenütt a nemzetiszocialista államban, nem a formális szempont a döntő, hanem a beigazolt hozzáértés.
A perjogban az ún. „Ermittlungshilfe” eljárása emelkedett bizonyos jelentőségre, amit gyakorlatilag különösen a NSV-nál alkalmaznak. /Az „Ermittlungshilfe” laikus segélynyújtás, ami arra szolgál, hogy az államügyésznek és a bírónak módot adjon, hogy lehetőleg objektív ítéletet hozzanak. A NSV Ermittlungshilfe hivatali helyisége a berlini főtörvényszéken van s vezetője maga a főügyész. A „segítőket” (Helfer) a NSV illetékes körzetvezetője választja ki. A segítőnek minden állítása bizonyítására meg kell forrásait neveznie s mindig készen kell állania, hogy megállapításait, mint tanú, esküvel erődítse meg. A bagatell ügyek és a súlyos bűncselekmények (gyilkosság és hasonlók) nem tárgyalhatók ezzel az eljárással. Igen célszerűnek bizonyult az Ermittlungshilfe a politikai bűnperekben és a vétségeknél.
A nemzetiszocializmus alapvető világnézeti beállítottsága a polgári jog egész területén is messzemenő reformokat kívánt. „Búcsú a polgári törvénykönyvtől” címmel Schlegelberger államtitkár 1937. január 25-én egy később nyomtatásban is megjelent előadást tartott, amelyben bejelentette, hogy a birodalmi igazságügyminisztérium a Führer beleegyezésével hozzáfogott a BGB (polgári törvénykönyv)-ben szabályozott jog átalakításához s ez a munka egy új törvénykönyv helyett a polgári élet különböző területeinek megfelelő egyes törvényeket fogja előkészíteni. /Közelebbieket tartalmaz a tekintélyes jogtanárok előadásait felölelő gyűjtemény, amely „Zur Erneuerung des Bürgerlichen Rechts” címmel jelent meg.
Amikor a nemzetiszocializmus a polgári jog terén véget akar vetni az aszociális prókátorkodás és kliensei fortélyainak és huzavonáinak, a büntetőjogban is hasonló határozottsággal lép fel a „pereat mundus, fiat iustitia” álláspontja ellen, amennyiben a büntetőjog eddigi általános elvével szemben „nincs büntetés büntetőtörvény nélkül”, azt az elvet proklamálja, hogy „nincs bűncselekmény büntetés nélkül”.
A megelőző büntetőtörvény csak akkor tette lehetővé valamely cselekedet megtorlását, ha annak büntethetőségét a törvény kifejezetten megállapította. Ezzel szemben az 1935. június 28-i „törvény a büntetőtörvénykönyv megváltoztatásáról” kimondja, hogy minden cselekményt, „amely a büntetőtörvény alapelvei szempontjából és az egészséges közfelfogás szerint büntetést érdemel", meg kell torolni. Bűnhődést érdemlő magatartással szemben a büntetőjogi védelem nem hiúsulhat meg annak folytán, hogy a büntetőtörvényben hézagok vannak, amelyeken át az ügyes gonosztevő kisiklik. Az a mondat, hogy „nulla poena sine lege” – jelentette ki dr. Roland Freisler igazságügyi államtitkár, – szabadságot védelmez ugyan, „de a tisztességtelen cselekvés szabadságát; azoknak a polgároknak védelme, akik életüket a tisztesség és a kifejezetten tilalmas közötti széles posványban akarják felépíteni; az ügyes, minden hájjal megkent, jogilag körültekintő, lelkiismeretlen síberség területén”.
Viszont az is megtörténhetik, hogy egy büntetendő cselekményt nem üldöznek, ha a közösség igazsága, tehát egy magasabb igazság így kívánja. Mert az a jog, ami a népnek használ s az a jogtalanság, ami árt. /Vesd össze H. Barth „Rechtssicherheit und Gerechtigkeit” című cikkével. („Deutscher Juristentag 1936", 137-148. o.)/
Ugyanígy kimondja az idézett törvény 9. szakasza, hogy aki szerencsétlenségnél, vagy közveszedelemben nem segít, holott ez az egészséges népfelfogás szerint kötelessége s ennek önmaga veszélyeztetése és más fontos kötelességek sérelme nélkül eleget tehetett volna, fogházzal, vagy pénzbírsággal büntetendő.
A büntetés végrehajtásánál azt az elvet juttatják érvényre, hogy a büntetést a megbüntetettnek is büntetésként kell átéreznie. (A weimari kormány büntetés-végrehajtási rendszeréről ezeket mondja A. J. Berndt: „A büntetés végrehajtását fellengzős fantaszták és marxista ideológusok üdüléssé változtatták. A gonosztevőknek sokkal jobb dolguk volt a fenyítőintézetekben, mint a kereset nélküli millióknak az utcán. Világos, barátságos cellájuk volt, kellemesen bebútorozva, rádiót hallgathattak, virágcsokor volt az asztalukon, kanárimadarak a cellákban, jó és kiadós ellátást kaptak, könnyű munkát végeztek s szórakozhattak a klub- és olvasóhelyiségben, jó könyvtárral, így egyáltalán nem ment ritkaságszámba, ha a büntetés letöltése után könyörögtek, hogy a fegyházban maradhassanak.”)
A büntetés „a belső neveléssel hozzáférhetetlen gonosztevőknél is akadály legyen”, hogy újabb bűncselekményeket követhessenek el. „Ehhez szükséges a fegyelmezés és rend céltudatos érvényre juttatása, a munkára és kötelességteljesítésre való szoktatás, s a vallásos, erkölcsi és szellemi befolyásolás megkísérelése.” (1933. augusztus 1-jei törvény 6. §.). Egészen szigorú és kérlelhetetlen a büntetőtörvény a különösen aljas bűncselekményekkel szemben (mint például a zsarolással egybekötött gyermekrablás, stb.). Ezekre a halálbüntetés nemcsak elő van írva, hanem tényleg végre is hajtják s nem csak papíron lévő üres fenyegetés, mint bizonyos országokban. Fiatal, büntetlen előéletű foglyokat viszont nem szabad megrögzött gonosztevők közé zárni, hanem külön fenyítőintézetekben helyezik el őket. (A birodalmi védelem minisztertanácsa 1940. május 6-i rendeletében kimondotta, hogy a német büntetőjog vonatkozik minden német állampolgárra, akár belföldön, akár külföldön követi el a bűncselekményt.)
Az új, fiatalkorúakra vonatkozó büntetőjogot csak akkor alkalmazzák, ha a nevelőeszközök nem mutatkoznak kielégítőnek, de ez esetben a büntetést teljes szigorral végrehajtják (szükség esetén ún. ifjúkorúak fegyháza). Meg kell kísérelni az utolsó bűntettes fiatalember megmentését is a népközösség számára.

## Belső közigazgatás és igazságszolgáltatás

### Tisztviselői kar
A weimari köztársaság idején a tisztviselők nagy része a császári időszakból származott és antidemokratikus maradt. Poroszországban már 1930-ban kimagaslóan sok köztisztviselő csatlakozott az NSDAP-hoz, bár a köztisztviselői törvény megtiltotta számukra a pártpolitikai tevékenységet – akárcsak a KPD számára is.
Amikor Hitler hatalomra került, a köztisztviselők többsége passzív maradt; csak az 1933. márciusi Reichstag-választások után jelent meg az NSDAP-tagság iránti kérelmek hulláma. A Német Köztisztviselők Birodalmi Szövetsége felszólította tagjait, hogy csatlakozzanak a "nemzeti forradalomhoz".. Az NSDAP régi kádereinek tiltakozása azonban oda vezetett, hogy az új jelentkezők, akiket "március elesetteknek" (Märzgefallene) csúfoltak, alárendelt tagsági státuszt kaptak, és végül az új tagfelvételeket teljesen leállították.
Ugyanakkor az új birodalmi kormány a lehető legtöbb nem kedvelt vezető tisztviselőt elbocsátotta, akikről azt feltételezték, hogy politikailag megbízhatatlanok. Göring különösen Poroszországban bocsátott el sok felsővezetőt és közigazgatási kerületi főnököt, járási vezetőt és rendőrfőnököt. 1941-re az ottani 365 járási vezetői pozícióból 354-et NSDAP-tagok töltöttek be, köztük 201 "régi harcos". Az önkormányzatokban a közalkalmazottakat az SA sokszor jogalap nélkül rúgta ki a hivatalukból. Emellett 1933. április 7-én megszületett a hivatásos közszolgálat helyreállításáról szóló törvény, melynek célja a baloldali párttagok és a zsidók kizárása volt, de ennek eredményességét kezdetben korlátozta a Hindenburg által bevezetett „frontharcos kiváltság”.
Mindezek ellenére a náci rezsim nagyrészt érintetlenül hagyta a tisztviselői apparátust. Az NSDAP-nak sem volt elegendő képzett tisztviselője, aki betölthette volna a megüresedett pozíciókat. Ezeket gyakran képességek és nem elsősorban a politikai irányvonalhoz való hűség alapján töltötték be. Az NSDAP tagjai kisebbségben maradtak egyes közigazgatási területeken és osztályokon, például a Birodalmi Munkaügyi Minisztériumban és a Belügyminisztériumban. Például a náci rezsim a hatalomátvétel szakaszában megengedte, hogy a meglévő bürokrácia a helyén maradjon, hogy a hatalom széles területein történő megszilárdítása után fossza meg őket hatalmuktól. Többek között a meglévő közigazgatási intézmények átfogó irányítása érdekében hozták létre az új birodalmi hatóságok sokaságát. Ennek eredményeként 1933 után az államszerkezet felépítésében és az államigazgatásban egymásnak ellentmondó, olykor bénító hatású fejlemények történtek. Ez a polikrácia, vagyis a különböző intézmények közötti versengés (olykor egymást átfedő hatáskörökkel) ellentmondott az erős állam ideológiájának, mert gyakran hatástalanná tette annak tevékenységét, a versengő hatalmi szinteknek mindig a csúcson lévő diktátorra kellett hagyniuk a végső döntést.
Az 1937. január 26-i német köztisztviselői törvényt vezetői szinten dolgozták ki, amely a weimari reformszemléleten alapult, és csak 1953-ban helyezték hatályon kívül és váltotta fel ezt a szövetségi köztisztviselői törvény. A köztisztviselők hagyományos kötelességeit, jogait és formális hivatalos csatornáit rögzítette annak érdekében, hogy az NSDAP tagjai számára is korlátozza a politikai befolyást, az önkényt és a korrupciót, miközben továbbra is fenntartotta "a nemzetiszocialista világnézettel átitatott hagyományos közszolgálatot, amely lojális a német birodalom és nép vezéréhez, Adolf Hitlerhez", ennek a preambulum szerint a "nemzetiszocialista állam sarokkövévé" kellett válnia. A törvény az NSDAP ellenállása és Hitler fenntartásai ellenére életbe léphetett, aki nem akarta alávetni magát az alkotmányos alapelveknek.
A következő időszakban a náci rezsim egyre jobban csökkentette a hivatalnoki kar súlyát. Az NSDAP körzetvezetőinek joga volt új kinevezéseket javasolni az önkormányzati hivatalokba, a pártkancelláriának pedig joga volt kifogást emelni a birodalmi hatóságoknál. Ezt használták fel a tisztségre jelöltek rendszeres "politikai értékelésére", ami kedvezett a tisztviselők rendszerhez való alkalmazkodásának és elmélyítette a rendszerhez való alkalmazkodásukat. Führer-esküvel többek között az egyetemi tanárok is kénytelenek voltak kinyilvánítani Hitler iránti hűségüket; aki ezt visszautasította, általában elvesztette a hivatalát. Emellett az NSDAP számos területen felállított egymással versengő közigazgatási és végrehajtó testületet. A személyzeti politikát tekintve Martin Bormann a mérsékeltebb Rudolf Heßt felváltotta és fokozatosan létrehozta a nemzetiszocialista csúcstisztviselők új generációját, akik elkötelezettek voltak Hitler iránt, és egyben szaktudásuk volt. 1942. április 26-án Hitler igényt tartott a Reichstagban arra a személyes jogára, hogy minden olyan köztisztviselőt lemondásra kényszerítsen vagy elbocsásson, aki szerinte megszegte kötelességeit. Ezt a jogát 1944. július 20-a után főleg nagyszabású "tisztogatásra" használta fel, így a tisztviselői karban is.
Ennek eredményeként a német nacionalista tisztviselők, akik kezdetben Hitler hatalma megszilárdításának kulcsfontosságú támogatói voltak, a nemzetiszocialista időszakban végleg elvesztették befolyásolási lehetőségüket.

### Belbiztonsági személyzet
1933 januárjában Hitler kinevezte Hermann Göringet a porosz belügyminisztérium birodalmi biztosává. Göring ezt azonnal felhasználta arra, hogy a porosz rendőrséget a nemzetiszocialista rezsim hatalmának oszlopává alakítsa. 1933 februárjában SA és SS csapatokból 50 000 fős segédrendőrséget állított fel, amelyet aztán a szövetségi tartományokban is bevezettek. 1933 április végén megalapította a Poroszországban a Titkos Államrendőrségi Hivatalt is azzal a feladattal, hogy "az ország egész területén kivizsgáljon minden, az államra veszélyes politikai tevékenységet." Ennek eredménye lett a Titkos Államrendőrség (Gestapo). A viszonylag alacsony létszám miatt azonban ez továbbra is a lakosság segítségétől függött. A náci propaganda felszólította a németeket, hogy jelentsék fel a népszerűtlen szomszédokat, kollégákat stb., amelyek gyakran termékeny talajra estek. A lakosság mások elítélésére való általános hajlandósága volt ezért a Gestapo legfontosabb információforrása, amit aztán kiterjesztettek úgynevezett "szigorított kihallgatásokkal", azaz a gyanúsítottak kínzásával. Mivel a nemzetiszocialista állam lakosságának többsége támogatta Hitler céljait, a kutatók "önellenőrzésről" (Selbstüberwachung) beszélnek.
Heinrich Himmler 1929-től vezette az SS-t, amely az 1934-ben bekövetkezett "hosszú kések éjszakájáig" az SA-nak volt alárendelve. 1934-re az SS irányítása alá helyezte a politikai rendőrséget és a koncentrációs táborokat az egész birodalomban. Az 1936. június 17-i rendelet alapján Reichsführer SS-ként a birodalmi belügyminisztérium német rendőrségének főnökévé is kinevezték, így perszonálunióban mindkét szervezet élén állt. 1937-ben ezt az összekapcsolódást intézményesen rögzítették magasrangú SS- és rendőrségi vezetők. Funkciójuk abból állt, hogy egyrészt a rendőrfőnöknek, másrészt a Reichsfuhrer SS-nek alárendelt erőket vezették.
Onnantól kezdve Himmler módszeresen és sikeresen kiépítette az SS-t a nemzetiszocialista rendszer irányítóközpontjává és "agyává". A hatalomkoncentráció célja egy párhuzamos ellenőrzésközpontú hatalmi elit felépítése volt, akik a vezetőhöz erősen kötődő "állam az államban"t képezték, amely később a német nagybirodalom mindenütt uralkodó osztályát alkotta.
1938-ban megalapították a Reichssicherheitshauptamtot (Birodalmi Biztonsági Főhivatal, RSHA) Reinhard Heydrich, később Ernst Kaltenbrunner vezetésével, mint a korábbi állami rendőrséget és a párt saját belbiztonsági személyzetét irányító központi hatóságot. A Sicherheitspolizei (belbiztonsági rendőrség, SiPo) és a  Sicherheitsdiens (belbiztonsági szolgálat, SD) összevonásából keletkezett. Az RSHA volt a felelős a Gestapoért is (a Gestapot Heinrich Müller vezette 1939 októberétől) és a háború kezdetétől a Sicherheitspolizei és az SD bevetési egységeiért. Az RSHA központi szerepet játszott a zsidóüldözés és a holokauszt megtervezésében és végrehajtásában, valamint a nemzetiszocialista etnikai és rasszista politikában.
A megszállt területeken az SS részben a polgári és katonai közigazgatás konkurenciája volt.

### Igazságszolgáltatás
Ami az adminisztratív apparátust illeti, az NSDAP-nak sem volt világos koncepciója a számára kívánatos jogrendszerhez. A 25 pontos program 19. pontja egy meg nem határozott „német közjogot” szorgalmaz, amely „a materialista világnézetet szolgáló római jogot helyettesíti”. Ezen az NSDAP mindenekelőtt az egyén állampolgári jogainak alárendelését értette a "népközösség" állítólagos átfogó érdeke alapján: jog az, ami a népnek használ. Az olyan egyértelműen meghatározott kifejezéseket, mint a faj, az öröklött adottságok, a becsület, a hűség, a fegyverképesség, a munkaképesség, a fegyelem és a rend legfőbb jogi érdekként terjesztették.
Ezen elképzelések szerint a náci rezsim által meghozott első intézkedések némelyike megsértette a jogállamiság alapvető elveit, mint például a polgárok törvény előtti egyenlősége, a hatalmi ágak szétválasztása és a "nincs büntetés törvény nélkül" elve (nulla poena sine lege): ilyen volt például a Reichstag tűzvédelmi rendelete, az árulási törvény és a halálbüntetés kiszabásáról és végrehajtásáról szóló törvény (Lex van der Lubbe). Az 1933. április 7-i ügyvédi kamarába való felvételről szóló törvény a zsidó ügyvédek kiiktatását célozta, de a Hindenburg birodalmi elnök által követelt felmentés ("frontharcos privilégium") miatt – amit az antiszemiták előre nem láttak – a zsidó ügyvédek nagy része 1938-ig folytathatta hivatása gyakorlását. Hitler gyilkossági parancsait és végrehajtását az 1934. június 30-tól július 3-ig tartó hosszú kések éjszakáján utóbb legalizálták. Így a vezér akarata és végrehajtó hatalma a kodifikált jog és törvény fölé került.
1935 januárjáig a konformitási törvények és intézkedések a szövetségi tartományok igazságszolgáltatási szuverenitását is eltörölték. A birodalmi igazságügyi minisztérium így lett a legfelsőbb felügyeleti hatóság minden bíróság, büntetés-végrehajtási intézet és annak személyzete felett. Egységes bíróképzési szabályzatnak kellett biztosítania a végzettek Führer-állam iránti lojalitását: az ügyvédjelöltek számára két hónapos ideológiai képzést írt elő a "Hanns Kerrl közösségi táborban" és szóbeli vizsgát kellett tenniük "tágabb értelemben értett folklórból és államtudományból".
Ezzel szemben a 18. század óta kialakult igazságügyi hatóságok többségét megtartották. A bírók közül, akik 1933-ig csak ritkán voltak tagjai az NSDAP-nak, körülbelül 600-at bocsátottak el. A birodalmi igazságügyi miniszter és a birodalmi bíróság elnökének posztjainak betöltését a német nemzeti képviselőkre bízták, nem pedig betöltötték újra. A hivatásos hivatalnoki kar  visszaállításáról szóló törvény viszont elsősorban a "nem árja" és a politikailag nem népszerű jogászokat érintette. Minden ügyvédnek be kellett jelentkeznie a Birodalmi Ügyvédi Kamarába és a Birodalmi Közjegyzői Kamarába, melyek szabályozták a felvételüket és felügyeltek a politikai megbízhatóságukra. Később minden bírónak személyes hűségesküt kellett tennie Adolf Hitler „Führerre és birodalmi kancellárra”, aki 1934. június 30-tól a „német nép legfelsőbb bírájának” is vallotta magát. 1935-től a nőket már nem vették fel bírónak, ügyésznek és ügyvédnek.
A hagyományos bírósági rendszer mellett egyre több területen alakult ki speciális és szakmai joghatóság. Majdnem ugyanaz a törvény csak az „azonos fajhoz tartozó emberekre” vonatkozott, de külön törvényt vezettek be az „idegennek” nyilvánított lakosságcsoportokra: például az „aszociálisakra”, a zsidókra és a „külföldi állampolgárokra”, különösen a lengyelekre és oroszokra. A zsidók csak a többi zsidó "tanácsadójaként" jelenhettek meg a bíróság előtt. A Német Birodalom által megszállt lengyelországi területen a lengyelekre és zsidókra 1941 decemberétől a lengyel büntetőjogi rendelet volt érvényben.
Már 1933 júliusában minden kerületi bírósághoz hozzácsatolták az örökletes egészségügyi bíróságokat, melyeknek többek között az örökletes betegségekben szenvedő utódok egészségügyi bizonyítvánnyal való megelőzéséről szóló törvényt kellett végrehajtaniuk. A végső fellebbviteli bíróság a tartományi főtörvényszékeken megalakított örökletes egészségügyi bíróság volt. A polgári jogban fajegészségtani okokból lehetővé tették a házassági tilalmat. A faji „vegyes házasságok” esetében könnyebbé tették a válást, és megtiltották a nemzést. A meddőség válási alapként történő legalizálására tett kísérletet a katolikus egyház megakadályozta. Ugyanakkor a hajadon anyák és a házasságon kívüli gyerekek jogilag jobban jártak; 1941-től az "árja" nők még elesett katonákhoz is férjhez mehettek.
A politikai bűncselekmények ügyében eljáró különbíróságok és az újonnan létrehozott Népbíróság továbbra is az Igazságügyi Minisztérium alárendeltségébe tartozott, de az ott lefolytatott eljárásoknak nem volt fellebbviteli szerve. Rajtuk kívül 1933 májusától független hadbíróságok működtek, amelyek 1936-tól az újonnan létrehozott birodalmi hadbíróságnak voltak alárendelve. Bizonyos feltételek mellett civileket is elítélhettek. A háború kezdete óta semmilyen fellebbezési bíróság és fellebbezési lehetőség nem volt; az ítéleteket csak az illetékes katonai parancsnokok erősítették meg, vagy rendelték el újratárgyalását – szinte mindig a büntetés fokozása céljából.
Az 1934-es hosszú kések éjszakája után Heinrich Himmler becsületbíróságot hozott létre az SS számára, amelyből 1939 októberétől az SS bíróságának főhivatala alatt álló speciális SS- és rendőrségi joghatóság alakult ki. Önmaga volt saját bírája. Az újonnan létrehozott birodalmi közigazgatási bíróság a birodalom belügyminisztériumának volt alárendelve, de nem vizsgálhatott meg semmilyen politikai indíttatású önkényes cselekményt, különösen a rendőrség részéről. Az SA, a Gestapo és az SS minden erőszakos cselekménye ellen így független bíróságok nem emeltek vádat. A megelőző „védőőrizetbe” vett foglyokat jogfosztották.
A büntetőbíráskodásban a bűncselekmények kritériumai egyre inkább eltolódnak a bűncselekmény egyértelmű jellemzőitől a feltételezett elkövető hozzáállása felé. A bírók a korábbinál jóval nagyobb mérlegelési jogkört kaptak. Ez gyakorlatilag a büntetések emelését célozta. Ugyanakkor számos bűncselekményre egyértelműen magasabb büntetést szabtak ki. Az 1941-ben módosított büntetőjog gyilkosságot körülhatároló jellegzetességei ennek ellenére változatlanok maradtak a büntető törvénykönyvben 1945 után.
A nulla poena sine lege (nincs büntetés törvény nélkül) elvét – az alapelv szelektív figyelmen kívül hagyása után – teljesen feladták. Így két egyedi eset után 1938 júniusában Hitler visszamenőlegesen új büntetéseket és törvényeket hozott ezekre és hasonló cselekményekre: például halálbüntetést követelt az előző évben zsarolással elkövetett gyermekrablásért és egy másik esetben autócsapda szándékos felállításáért (Lex Götze), melyet nem határoztak meg részletesebben. Miután a birodalmi bíróság felmentette a vádlottakat egy „villanylopás" és „automatikus telefonnal elkövetett átverés" ügyében, a büntetőjogi analógia tilalmát is megszüntették. A bírák ezután lehetőséget kaptak arra, hogy a vádlottakat olyan cselekményekért is elítéljék, amelyeket a törvény kifejezetten nem tiltott, ha azok „a népi igazságérzet” szerint hasonlóak voltak a törvény által ténylegesen üldözött bűncselekményekhez.

## Film
- Michael Kloft: „12 Jahre, 3 Monate, 9 Tage“ – Die Jahreschronik des Dritten Reichs, Spiegel TV, dokumentáció/riportsorozat, 210 perc, Németország 2006.

## Fordítás
- Ez a szócikk részben vagy egészben  a   NS-Staat című német Wikipédia-szócikk ezen változatának fordításán alapul.  Az eredeti cikk szerkesztőit annak laptörténete sorolja fel. Ez a jelzés csupán a megfogalmazás eredetét és a szerzői jogokat jelzi, nem szolgál a cikkben szereplő információk forrásmegjelöléseként.